# Bannermans pijlstormvogel
Bannermans pijlstormvogel (Puffinus bannermani) is een vogel uit de familie van de stormvogels en pijlstormvogels (Procellariidae). Vroeger werd deze soort beschouwd als een ondersoort van de  Audubons pijlstormvogel. Deze vogel is genoemd naar de Britse ornitholoog David Armitage Bannerman.

## Verspreiding
Deze pijlstormvogel broedt op de Japanse Bonin- en Vulkaan-eilanden.

## Status
De grootte van de broedpopulatie is nog niet vastgesteld. Vòòr 2008 zijn er op de eilanden grote slachtingen aangericht onder de eieren en kuikens van zeevogels door ratten. Daarna zijn maatregelen genomen tegen deze invasieve knaagdieren. Echter, niet alle eilanden zijn nu vrij van ratten. Daarnaast worden de pijlstormvogels slachtoffer van de beroepsvisserij op zee en maken door kunstlicht verblinde vogels dodelijke botsingen. Om deze redenen staat deze soort als bedreigd op de Rode Lijst van de IUCN.